# 21세기를 위한 시민의식, 행동, 참여
21세기를 위한 시민의식, 행동, 참여(프랑스어: Citoyenneté Action Participation pour le 21ème siècle, 약칭 Cap21)은 프랑스의 소수 녹색당으로, 정책반영그룹의 하나로서 1996년에 전 환경부 장관인 코린 르파주에 의해 창당됐다. 르파주는 2002년의 프랑스 대선에 Cap21의 후보로 출마하여 좌파 성향이 강한 녹색당의 노엘 마메르와는 대조적으로 독립적이고 중도주의적인 환경운동가들을 대표함으로써, 1.88%의 득표율을 기록했다. 이후 Cap21은 중도우익 성향의 대중운동연합이 창당하자 합류를 거부하기도 했다.
2007년의 대선에서 낙선한 이후, 르파주는 중도성향의 프랑수아 바이루를 지지하는 한편 이 인연을 바탕으로 이후에 치러진 의회 선거에는 바이루의 민주운동과 함께 선거연대를 조직해 20명의 후보를 내었으나 당선에는 성공하지 못했다.
현재까지 민주운동과 긴밀한 관계를 유지하고 있으며, 코린 르파주는 민주운동의 부대표로 활동하고 있다.